# Friederike Fabritius
Friederike Fabritius (* 6. April 1988 in Heidelberg) ist eine deutsche Neurowissenschaftlerin und Autorin.

## Leben
Fabritius wuchs in ihrer Geburtsstadt auf und besuchte nach ihrem Schulabschluss die Universität Mailand-Bicocca in Mailand. Sie arbeitete am Max-Planck-Institut für Hirnforschung und bei McKinsey im Management Consulting. Daneben ist sie Mitglied des Beirats von Acatech und berät die deutsche Bundesregierung im Feld der technischen und digitalen Entwicklung.
In ihrem Buch Flow @ Work zeigt sie nach Ausführungen der Zeitschrift Neue Landschaft auf, wie Unternehmen durch „gehirngerechte Führung“, welche die mentale Vielfalt der Angestellten anerkennt, bessere Ergebnisse erzielen können. Die englische Übersetzung The Brain-Friendly Workplace (2022) stand auf der Bestsellerliste des Wallstreet Journals.
Friederike Fabritius lebt mit ihrem Mann und fünf Kindern in Heidelberg.

## Werke (Auswahl)
- F. Fabritius, H.W. Hagemann: The Leading Brain: Neuroscience Hacks to Work Smarter, Better, Happier. Penguin Publishing Group, 2017, ISBN 978-1-101-99320-0 (englisch, google.com [abgerufen am 2. Februar 2024]).
- F. Fabritius, H.W. Hagemann, S. Gebauer: Neurohacks: Gehirngerecht und glücklicher arbeiten. Campus Verlag, 2021, ISBN 978-3-593-44860-2 (google.com [abgerufen am 2. Februar 2024]).
- F. Fabritius, T. Schmidt: Flow@Work: Gehirngerecht führen – die besten Leute gewinnen und halten. Campus Verlag, 2022, ISBN 978-3-593-45197-8 (google.es [abgerufen am 2. Februar 2024]).
- F. Fabritius, S.B. Kaufman: The Brain-Friendly Workplace: Why Talented People Quit and How to Get Them to Stay (= Business book summary). Rowman & Littlefield Publishing Group, Incorporated, 2022, ISBN 978-1-5381-5953-8 (englisch, google.com [abgerufen am 2. Februar 2024]).